# Championnats d'Australie de VTT
Les championnats d'Australie de vélo tout terrain sont des compétitions ouvertes aux coureurs de nationalité australienne.

## Palmarès masculin

### Cross-country
| Année | Vainqueur          | Deuxième           | Troisième          |
| ----- | ------------------ | ------------------ | ------------------ |
| 1988  | Werner Wohlrab     |                    |                    |
| 1989  | Graham Allbon      |                    |                    |
| 1990  | Paul-Scott Steward |                    |                    |
| 1991  | Vincent Flanagan   |                    |                    |
| 1992  | Rob Eva            |                    |                    |
| 1993  | Rob Eva            |                    |                    |
| 1994  | Rob Eva            |                    |                    |
| 1995  | John Gregory       |                    |                    |
| 1996  | Cadel Evans        |                    |                    |
| 1997  | Cadel Evans        |                    |                    |
| 1998  | Rob Woods          |                    |                    |
| 1999  | Paul Rowney        |                    |                    |
| 2000  | Paul Rowney        | Luke Stockwell     | Cadel Evans        |
| 2001  | Paul Rowney        | Cadel Evans        | Craig Gordon       |
| 2002  | Sid Taberlay       | Paul Rowney        | Joshua Fleming     |
| 2003  | Joshua Fleming     | Trent Lowe         | Paul Rowney        |
| 2004  | Sid Taberlay       | Chris Jongewaard   | Joshua Fleming     |
| 2005  | Chris Jongewaard   | Shaun Lewis        | Craig Gordon       |
| 2006  | Sid Taberlay       | Chris Jongewaard   | Joshua Fleming     |
| 2007  | Chris Jongewaard   | Murray Spink       | Perren Delacour    |
| 2008  | Chris Jongewaard   | Sid Taberlay       | Daniel McConnell   |
| 2009  | Chris Jongewaard   | Ben Henderson      | Dylan Cooper       |
| 2010  | Daniel McConnell   | Lachlan Norris     | Joshua Carlson     |
| 2011  | Chris Jongewaard   | Lachlan Norris     | Aiden Lefmann      |
| 2012  | Daniel McConnell   | Paul van der Ploeg | Andrew Blair       |
| 2013  | Chris Jongewaard   | Daniel McConnell   | Sid Taberlay       |
| 2014  | Jared Graves       | Daniel McConnell   | Cameron Ivory      |
| 2015  | Daniel McConnell   | Brendan Johnston   | Paul van der Ploeg |
| 2016  | Daniel McConnell   | Cameron Ivory      | Kyle Ward          |
| 2017  | Daniel McConnell   | Cameron Ivory      | Mark Tupalski      |
| 2018  | Cameron Ivory      | Daniel McConnell   | Sebastian Jayne    |
| 2019  | Daniel McConnell   | Cameron Ivory      | Reece Tucknott     |
| 2020  | Daniel McConnell   | Cameron Ivory      | Reece Tucknott     |
| 2021  | Daniel McConnell   | Jared Graves       | Cameron Ivory      |
| 2022  | Matthew Dinham     | Daniel McConnell   | Cameron Ivory      |
| 2023  | Sam Fox            | Daniel McConnell   | Cameron Ivory      |
| 2024  | Cameron Ivory      | Jack Ward          | Daniel McConnell   |
| 2025  | Sam Fox            | Jack Ward          | Reece Tucknott     |

### Cross-country short-track
| Année | Vainqueur        | Deuxième       | Troisième        |
| ----- | ---------------- | -------------- | ---------------- |
| 2021  | Daniel McConnell | Jared Graves   | Cameron Ivory    |
| 2022  | Jared Graves     | Matthew Dinham | Sam Fox          |
| 2023  | Sam Fox          | Cameron Ivory  | Brendan Johnston |
| 2024  | Daniel McConnell | Scott Bowden   | Jared Graves     |
| 2025  | Jack Ward        | Scott Bowden   | Tasman Nankervis |

### Cross-country à assistance électrique
| Année | Vainqueur      | Deuxième    | Troisième   |
| ----- | -------------- | ----------- | ----------- |
| 2022  | Joshua Carlson | Caleb Dodds | Glen Goggin |

### Cross-country marathon
| Année | Vainqueur        | Deuxième         | Troisième           |
| ----- | ---------------- | ---------------- | ------------------- |
| 2009  | Murray Spink     | Jason English    | Neil van der Ploeg  |
| 2010  | Ben Mather       | Peter Hatton     | Craig Gordon        |
| 2012  | Andrew Blair     | Trenton Day      | Peter Hatton        |
| 2015  | Brendan Johnston | Mark Tupalski    | Andrew Blair        |
| 2016  | Brendan Johnston | Tasman Nankervis | Scott Bowden        |
| 2017  | Brendan Johnston | Daniel McConnell | Ryan Standish       |
| 2018  | Cameron Ivory    | Brendan Johnston | Tasman Nankervis    |
| 2019  | Brendan Johnston | Reece Tucknott   | Alex Lack           |
| 2022  | Brendan Johnston | Tasman Nankervis | Adrian Jackson (en) |
| 2023  | Brent Rees       | Tasman Nankervis | Brendan Johnston    |
| 2024  | Brendan Johnston | Scott Bowden     | Daniel McConnell    |

### Descente
| Année | Vainqueur           | Deuxième       | Troisième                    |
| ----- | ------------------- | -------------- | ---------------------------- |
| 1988  | Ewen Gellie         |                |                              |
| 1989  | Ben Monroe          |                |                              |
| 1990  | Pete Smith          |                |                              |
| 1991  | Ewen Gellie         |                |                              |
| 1993  | Rob Eva             |                |                              |
| 1994  | Scott Sharples      |                |                              |
| 1995  | Michael Ronning     |                |                              |
| 1996  | Scott Sharples      |                |                              |
| 1997  | Michael Ronning     |                |                              |
| 1998  | Michael Ronning     |                |                              |
| 1999  | Joel Panozzo        |                |                              |
| 2000  | Christopher Kovarik |                |                              |
| 2001  | Christopher Kovarik |                |                              |
| 2002  | Christopher Kovarik | Joel Panozzo   | Jared Graves                 |
| 2003  | Samuel Hill         | Joel Panozzo   | Michael Hannah               |
| 2004  | Samuel Hill         | Jared Graves   | Nathan Rennie                |
| 2005  | Michael Hannah      | Nathan Rennie  | Jared Graves                 |
| 2006  | Nathan Rennie       | Jared Graves   | Christopher Kovarik          |
| 2007  | Jared Graves        | Nathan Rennie  | Jared Rando                  |
| 2008  | Nathan Rennie       | Bryn Atkinson  | Benjamin Cory                |
| 2009  | Michael Hannah      | Jared Graves   | Amiel Cavalier Benjamin Cory |
| 2010  | Christopher Kovarik | Shaun O'Connor | Joshua Button                |
| 2011  | Michael Hannah      | Connor Fearon  | Joshua Button                |
| 2012  | Troy Brosnan        | Samuel Hill    | Rhys Willemse                |
| 2013  | Michael Hannah      | Jared Graves   | Samuel Hill                  |
| 2014  | Troy Brosnan        | Connor Fearon  | Jack Moir                    |
| 2015  | Troy Brosnan        | Connor Fearon  | Dean Lucas                   |
| 2016  | Troy Brosnan        | Connor Fearon  | Joshua Button                |
| 2017  | Jack Moir           | Connor Fearon  | Troy Brosnan                 |
| 2018  | Troy Brosnan        | Jack Moir      | Jackson Frew                 |
| 2019  | Troy Brosnan        | Dean Lucas     | Connor Fearon                |
| 2020  | Troy Brosnan        | Connor Fearon  | Aaron Gungl                  |
| 2021  | Troy Brosnan        | Daniel Booker  | Dean Lucas                   |
| 2022  | Connor Fearon       | Jackson Frew   | Baxter Maiwald               |

### 4-cross
| Année | Vainqueur      | Deuxième         | Troisième     |
| ----- | -------------- | ---------------- | ------------- |
| 2004  | Michael Hannah | Wade Bootes      | Jared Rando   |
| 2006  | Wade Bootes    | Michael Robinson | Luke Madill   |
| 2008  | Luke Madill    | Leigh Darrell    | Terence Scarr |

### Pump track
| Année | Vainqueur     | Deuxième     | Troisième      |
| ----- | ------------- | ------------ | -------------- |
| 2022  | Jayce Cunning | Oliver Moran | Ryan Gilchrist |

## Palmarès féminin

### Cross-country
| Année | Vainqueur         | Deuxième                  | Troisième                 |
| ----- | ----------------- | ------------------------- | ------------------------- |
| 1988  | Karen Wells       |                           |                           |
| 1989  | Megan Warthold    |                           |                           |
| 1990  | Robyn Harris      |                           |                           |
| 1991  | Robyn Harris      |                           |                           |
| 1992  | Robyn Harris      |                           |                           |
| 1993  | Janine Fayaets    |                           |                           |
| 1994  | Meg Carrigan      |                           |                           |
| 1995  | Janine Fayaets    |                           |                           |
| 1996  | Alex Alty         |                           |                           |
| 1997  | Hanneke Geysen    |                           |                           |
| 1998  | Mary Grigson      | Hanneke Geysen            | Dellys Franke             |
| 1999  | Mary Grigson      |                           |                           |
| 2000  | Mary Grigson      | Hanneke Geysen            | Anna Baylis-Scheiderbauer |
| 2001  | Mary Grigson      | Dellys Franke             | Anna Baylis-Scheiderbauer |
| 2002  | Mary Grigson      | Dellys Franke             | Claire Baxter             |
| 2003  | Lisa Mathison     | Dellys Franke             | Jenni King                |
| 2004  | Lisa Mathison     | Anna Baylis-Scheiderbauer | Niki Gudex                |
| 2005  | Emma Colson       | Niki Gudex                | Jenni King                |
| 2006  | Dellys Starr      | Claire Baxter             | Tory Thomas               |
| 2007  | Tory Thomas       | Niki Fisher               | Kate Potter               |
| 2008  | Dellys Starr      | Emma Colson               | Niki Fisher               |
| 2009  | Rowena Fry        | Joanna Wall               | Jodie Willett             |
| 2010  | Rowena Fry        | Heather Logie             | Jenni King                |
| 2011  | Katherine O'Shea  | Heather Logie             | Jenni King                |
| 2012  | Jenni King        | Rowena Fry                | Jodie Willett             |
| 2013  | Peta Mullens      | Jenni King                | Rowena Fry                |
| 2014  | Rebecca Henderson | Peta Mullens              | Jenni King                |
| 2015  | Rebecca Henderson | Peta Mullens              | Jenni King                |
| 2016  | Rebecca Henderson | Peta Mullens              | Jenni King                |
| 2017  | Rebecca Henderson | Holly Harris              | Kathryn McInerney         |
| 2018  | Rebecca McConnell | Holly Harris              | Elyza Smyth               |
| 2019  | Rebecca McConnell | Holly Harris              | Kathryn McInerney         |
| 2020  | Rebecca McConnell | Peta Mullens              | Kathryn McInerney         |
| 2021  | Rebecca McConnell | Zoe Cuthbert              | Karen Hill                |
| 2022  | Rebecca McConnell | Zoe Cuthbert              | Holly Harris              |

### Cross-country short-track
| Année | Vainqueur         | Deuxième     | Troisième              |
| ----- | ----------------- | ------------ | ---------------------- |
| 2022  | Rebecca McConnell | Zoe Cuthbert | Alice Patterson-Robert |

### Cross-country à assistance électrique
| Année | Vainqueur   | Deuxième | Troisième |
| ----- | ----------- | -------- | --------- |
| 2022  | Jody Mielke |          |           |

### Cross-country marathon
| Année | Vainqueur     | Deuxième                  | Troisième       |
| ----- | ------------- | ------------------------- | --------------- |
| 2004  | Lisa Mathison | Anna Baylis-Scheiderbauer | Niki Gudex      |
| 2006  | Tory Thomas   | Emma Colson               | Rosemary Barnes |
| 2009  | Tory Thomas   | Peta Mullens              | Jenni King      |
| 2010  | Heather Logie | Jodie Willett             | Tory Thomas     |
| 2012  | Peta Mullens  | Jodie Willett             | Jenny Blair     |
| 2014  | Melissa Anset | Therese Rhodes            | Imogen Smith    |
| 2015  | Jenny Blair   | Eliza Kwan                | Rebecca Locke   |
| 2018  | Anna Beck     | Tory Thomas               | Holly Harris    |
| 2019  | Holly Harris  | Cristy Henderson          | Emma Viotto     |

### Descente
| Année | Vainqueur         | Deuxième           | Troisième              |
| ----- | ----------------- | ------------------ | ---------------------- |
| 1988  | Robi Van Nooten   |                    |                        |
| 1989  | Robyn Harris      |                    |                        |
| 1990  | Rachel Bruce      |                    |                        |
| 1991  | Rachel Bruce      |                    |                        |
| 1992  | Rachel Bruce      |                    |                        |
| 1993  | Bronwyn Battersby |                    |                        |
| 1994  | Bronwyn Battersby |                    |                        |
| 1995  | Caroline Haas     |                    |                        |
| 1996  | Katrina Miller    |                    |                        |
| 1997  | Rachel Grundy     |                    |                        |
| 1998  | Katrina Miller    | Tai-Lee Muxlow     | Rachel Grundy          |
| 1999  | Tai-Lee Muxlow    |                    |                        |
| 2000  | Donna Hadfield    | Shelly Kamevaar    | Niki Gudex             |
| 2001  | Tai-Lee Muxlow    | Talitha Fitzgerald | Kylie Webb             |
| 2002  | Tai-Lee Muxlow    | Talitha Fitzgerald | Emma McNaughton        |
| 2003  | Tai-Lee Muxlow    | Tracey Hannah      | Emma McNaughton        |
| 2004  | Tracey Hannah     | Emma McNaughton    |                        |
| 2005  | Tracey Hannah     | Emma McNaughton    | Claire Whiteman        |
| 2006  | Tracey Hannah     | Emma McNaughton    | Tai-Lee Muxlow         |
| 2007  | Joanne Fox        | Claire Whiteman    | Cara Smith             |
| 2008  | Tracey Hannah     | Claire Whiteman    | Leigh Douglas          |
| 2009  | Claire Whiteman   | Leonie Picton      | Emily Hockey           |
| 2010  | Claire Whiteman   | Leonie Picton      | Emily Hockey           |
| 2011  | Leonie Picton     | Holly Baarspul     | Genevieve McKew        |
| 2012  | Tracey Hannah     | Danielle Beecroft  | Shelly Flood           |
| 2013  | Tracey Hannah     | Caroline Buchanan  | Lisa Mathison          |
| 2014  | Tracey Hannah     | Emma McNaughton    | Shelly Flood           |
| 2015  | Tracey Hannah     | Tegan Molloy       | Shelly Flood           |
| 2016  | Tracey Hannah     | Lisa Mathison      | Sian A'Hern            |
| 2017  | Ronja Hill-Wright | Sian A'Hern        | Kaitlin Lawlor         |
| 2018  | Tracey Hannah     | Tegan Molloy       | Sian A'Hern            |
| 2019  | Tracey Hannah     | Sian A`Hern        | Tegan Molloy           |
| 2020  | Sian A'Hern       | Tegan Molloy       | Ellie Smith            |
| 2021  | Sian A'Hern       | Elise Empey        | Lia Ladbrook           |
| 2022  | Ellie Smith       | Sian A'Hern        | Harriet Burbidge-Smith |

### Pump track
| Année | Vainqueur         | Deuxième      | Troisième              |
| ----- | ----------------- | ------------- | ---------------------- |
| 2022  | Caroline Buchanan | Shannon Petre | Harriet Burbidge-Smith |